# منچستر سیتی سنتر
منچستر سیتی سنتر (به انگلیسی: Manchester city centre) یک ناحیه تجاری مرکزی در منچستر، انگلستان است. منچستر سیتی سنتر ۱۷٬۸۶۱ نفر جمعیت دارد.
این ناحیه در کنار رود ایرول واقع شده است.

## موزه‌ها

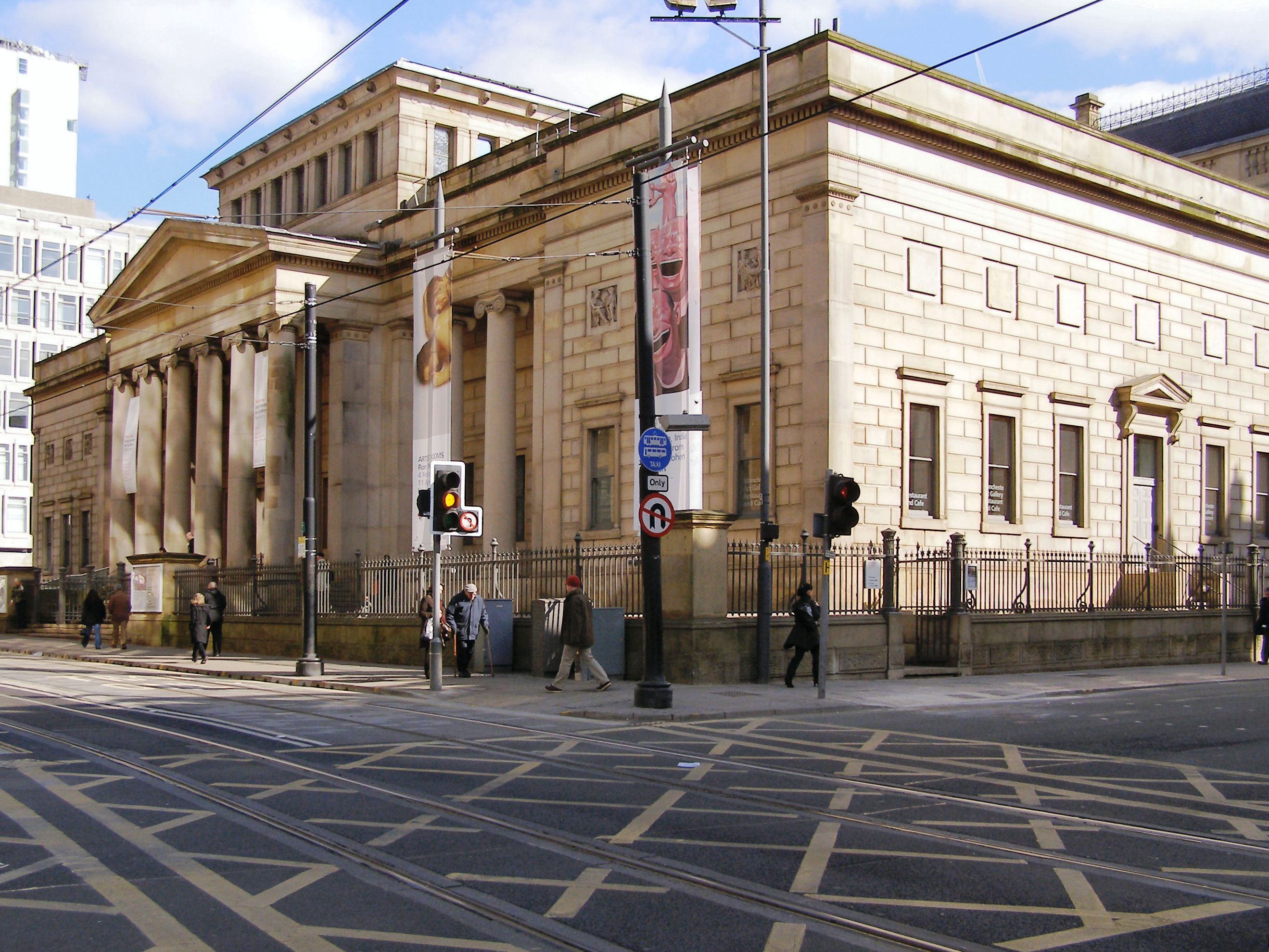
گالری هنر منچستر

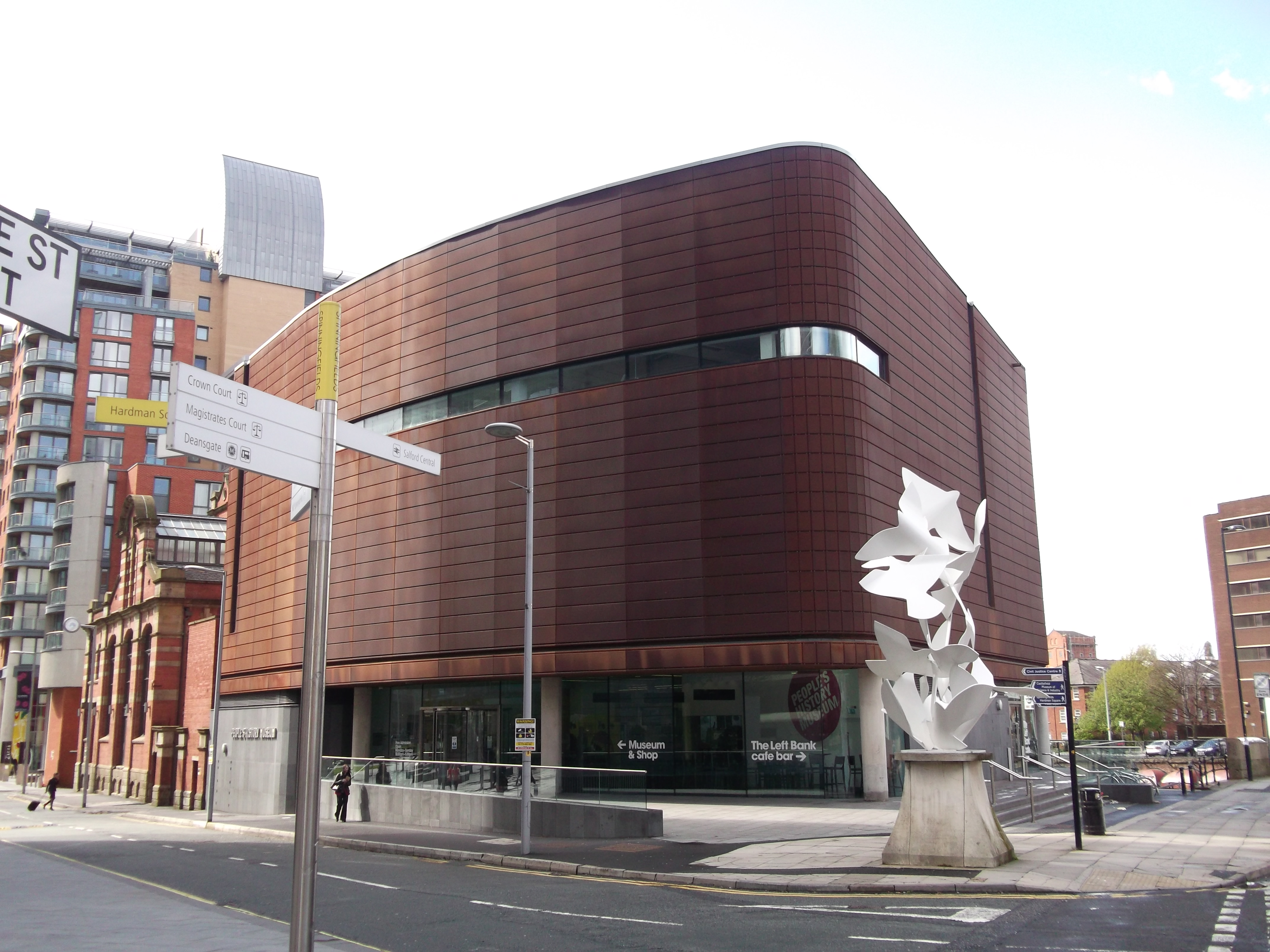
موزه تاریخ مردم منچستر

موزه علم و صنعت منچستر

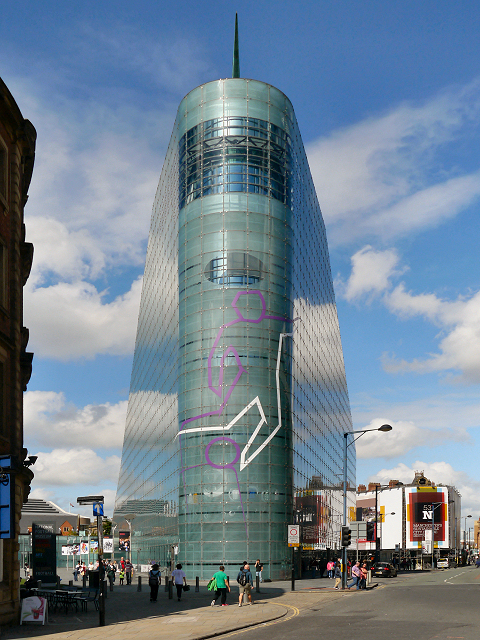
موزه ملی فوتبال

## ایستگاه‌های راه‌آهن
- ایستگاه پیکدلی منچستر
- ایستگاه ویکتوریا منچستر
- ایستگاه راه‌آهن خیابان آکسفورد منچستر

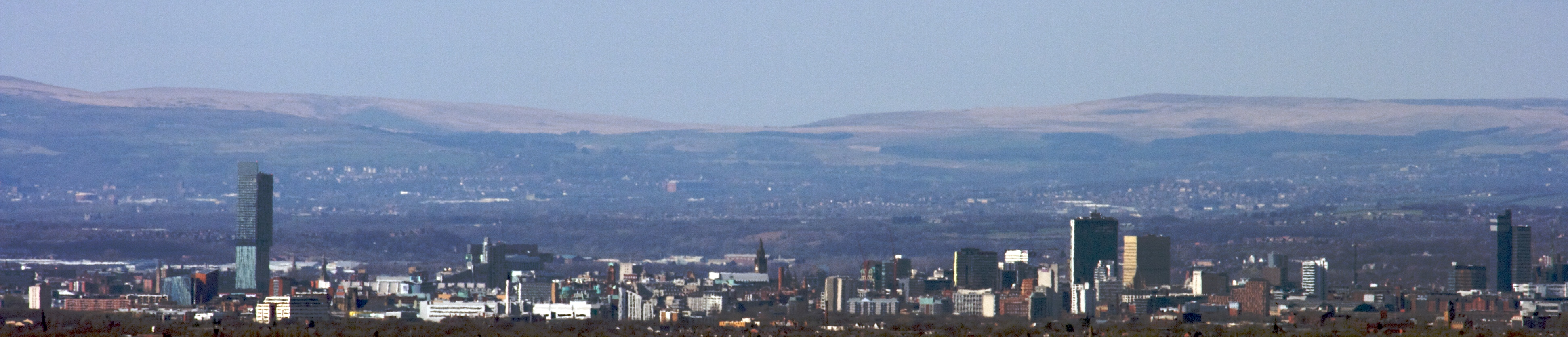
Manchester City Centre skyline in 2009.

- ایستگاه راه‌آهن دینزگیت